# Onychogonia magna
Onychogonia magna är en tvåvingeart som beskrevs av Brooks 1944. Onychogonia magna ingår i släktet Onychogonia och familjen parasitflugor. Inga underarter finns listade i Catalogue of Life.